# NGC 801
NGC 801 est une vaste galaxie spirale située dans la constellation d'Andromède. NGC 801 a été découverte par l'astronome américain Lewis Swift en 1885.

## Caractéristiques
Sa vitesse par rapport au fond diffus cosmologique est de 5 527 ± 17 km/s, ce qui correspond à une distance de Hubble de 81,5 ± 5,7 Mpc (∼266 millions d'al).
À ce jour, une douzaine de mesures non basées sur le décalage vers le rouge (redshift) donnent une distance de 58,650 ± 10,256 Mpc (∼191 millions d'al), ce qui est à l'extérieur des valeurs de la distance de Hubble. Notons cependant que c'est avec la valeur moyenne des mesures indépendantes, lorsqu'elles existent, que la base de données NASA/IPAC calcule le diamètre d'une galaxie et qu'en conséquence le diamètre de NGC 801 pourrait être d'environ 78,5 kpc (∼256 000 al) si on utilisait la distance de Hubble pour le calculer.
La classe de luminosité de NGC 801 est III et elle présente une large raie HI. C'est aussi une galaxie LINER, c'est-à-dire une galaxie dont le noyau présente un spectre d'émission caractérisé par de larges raies d'atomes faiblement ionisés. Selon la base de données Simbad, NGC 801 est une galaxie à noyau actif.